# 女優エイガトル
『女優エイガトル』（じょゆうエイガトル）は、 原作および作画:岡田芽武、映像制作: Team BLOCKHEADSによる日本のオリジナルアニメ作品。2020年9月よりAmazonプライム・ビデオでシーズン1の配信が開始された。 また、TOKYO MX（東京メトロポリタンテレビジョン株式会社）にて、冒頭部分の放送がされた。

## 概要
本作品は、新型コロナウイルスが流行したことで制作を中断された実写映画の出演者や関係者のために、原作者である岡田芽武の発案により、新型コロナウイルスの感染拡大防止に最大限配慮したエンターテインメントとして制作された。モキュメンタリーアニメーション作品であり、芸術文化活動支援事業「アートにエールを！東京プロジェクト（個人型）」に選出された 。Amazonプライム・ビデオでの配信の他、YouTube、アップルTV、U-NEXTにて配信されている。海外のサイトにおいても作品紹介されている。 モキュメンタリーとしての特色を活かして、第2話のオーディションが現実にマシェバラを利用して開催された。また、スピンオフ作品として「女優ミニガトル」が公開されている。

## あらすじ
第1話
新型コロナウイルス流行の影響により舞台公演の出演がなくなった3人の女優（ちふ、まちゃ、かーくん）が、同じ事務所の後輩（うたちゃん）に引越し祝金の使い道を相談される。そこで、カメラを購入し映画を撮ることを思いつく。女優が映画を撮る（エイガトル）物語が始まる。
第2話
映画企画を立ち上げたまちゃが突然辞退してしまう。皆が慌てる中突如現れた大家の娘、ひろにゃんが参加を申し出る。それを見た真砂は役者オーディションの開催を宣言。メンバーは更なる混乱に巻き込まれてゆく。

## 登場人物
- ちふ　声 - 盛田千文
- ひろにゃん　声 - 奥田千尋（第2話 - ）
- かーくん　声 - しのはらかずみ
- うたちゃん　声 - 宇田友音
- 真砂さん　声 - 真砂豪
- まちゃ　声 - 佐々木昌美（第1話）

## スタッフ
- 原作・作画 - 岡田芽武
- デザインワークス - スタジオレスポンス
- 美術・色彩設定 - 盛田千文
- 制作補佐 - 宇田友音
- 制作協力 - チームブロックヘッズ、マルパソ事務所、WAE.W-Blood
- 監督 - 岡田芽武

## 主題歌
OP・EDテーマ　
「Wild Party Night」
原曲 - 星空キルクス団 / 作詞•作曲 -トキ / 歌 - スリーミッツ